# مردم مخفی
مردم مخفی (انگلیسی: Hidden Folks)یک بازی ویدئویی معمایی ساخته شده توسط اردین د یونگ و سیلوین تگورگ می‌باشد که در سال ۲۰۱۷ برای آی‌اواس، لینوکس، اندروید، مایکروسافت ویندوز و مک‌اواس منتشر شد.